# Swiss power wrestling
La Swiss power wrestling est une association à but non lucrative, suisse fondée en 2004 et qui depuis 2011 agit sous forme de fédération de catch regroupant 5 promotions et écoles de catch en Suisse romande.

## Histoire
Adrian Johnatans fonde en 2004 l'association à but non lucrative à Lausanne afin de créer une scène de catch dans une région où ce sport est encore inconnu. Un ring est construit de manière artisanal particulièrement difficile à déplacer et la SPW peine à démarrer.
En 2007, l'association présente une demande de soutien financier à la ville de Lausanne qui accepte de verser 2500 francs suisse à la SPW afin de l'aider à acheter un ring,.
Cette même année la SPW deviens partenaire publicitaire des shows WWE en Suisse lui donnant accès à une bonne visibilité de la part du public.
En 2010 l'association Association Wrestling Fribourg est créée dans le canton de Fribourg  avec le format promotion et école de catch. La SPW sous sa forme d'association prend alors le nom Helvetic Wrestling et une fédération de catch regroupant plusieurs clubs régionaux est créée, réutilisant noms, logos et ligne graphique de la SPW. Chaque association s'occupe donc de son propre canton afin de favoriser le développement du catch dans un maximum de régions et éviter des tensions inutiles, inspirée par la National Wrestling Alliance. D'autres associations voient le jour, la Wallis Wrestling Association pour le canton du Valais, et la Geneva Wrestling Alliance pour le canton de Genève.
Depuis 2014, la SPW collabore à la soirée "Fight Together", un spectacle de divertissement autour du catch à but caritatif.
Fin 2022 Elias Richter et Maxime DeLorais lancent une branche cantonale de la SPW dans le canton de Neuchâtel; L'Association Catch Wrestling Neuchâtel
Depuis 2019 une partie des événements de la Swiss Power Wrestling sont diffusée de manière hebdomadaire sur la chaîne Grand Genève TV. Elle est l'une des rares structure de catch en europe à bénéficier d'une véritable production et diffusion télévisuelle. 
En mai 2024 pour la finale romande de catch, la Swiss Power Wrestling commence un partenariat de diffusion avec la chaîne Carac3 pour une diffusion en directe de l'événement.  